# Harrow on the Hill
Harrow on the Hill är en ort i Storbritannien.   Den ligger i grevskapet Greater London och riksdelen England, i den södra delen av landet, 16 km väster om huvudstaden London. Harrow on the Hill ligger 72 meter över havet och antalet invånare är 10 632.
Terrängen runt Harrow on the Hill är platt. Runt Harrow on the Hill är det mycket tätbefolkat, med 5 206 invånare per kvadratkilometer. Närmaste större samhälle är City of London, 17,9 km öster om Harrow on the Hill. Runt Harrow on the Hill är det i huvudsak tätbebyggt.